# Valea Zălanului
Valea Zălanului (węg. Zalánpatak) – wieś w Rumunii, w okręgu Covasna, w gminie Malnaș. W 2011 roku liczyła 139 mieszkańców.